# سعدان صوفي رمادي
سعدان صوفي رمادي (الاسم العلمي:Lagothrix cana) هو نوع من الحيوانات يتبع جنس سعدان صوفي من فصيلة السعادين العنكبوتية.